# 东谷芹属
东谷芹属（学名：Tongoloa）是伞形科下的一个属，为光滑、多年生草本植物。该属共有红花芹（T. dunnii）等约8种，分布于中国西南部。